# American Heist
American Heist ist ein US-amerikanischer Actionfilm aus dem Jahr 2014. Regie führte der armenische Regisseur Sarik Andreasyan, das Drehbuch schrieb Raul Inglis. Der Film basiert lose auf dem 1959 gedrehten Film Rififi in St. Louis (im Original The Great St. Louis Bank Robbery), spielt jedoch in New Orleans. Premiere hatte er am 11. September 2014 beim Toronto International Film Festival. In Deutschland erschien der Film am 8. September 2015 direkt auf DVD und Blu-ray.

## Handlung
James Kelly steht in der Schuld seines älteren Bruders Frankie Kelly, der die Hauptschuld für ein gemeinsam begangenes Verbrechen übernahm. Während James daher nur für 16 Monate im Gefängnis war, verbrachte Frankie dort 10 Jahre. Als Frankie aus dem Gefängnis entlassen wird, hat James sein Leben in den Griff bekommen und arbeitet als Automechaniker und steht am Beginn einer Beziehung mit der bei der Polizei von New Orleans beschäftigten Telefonistin Emily. Frankie, mittel- und arbeitslos, drängt James dazu, gemeinsam mit weiteren Kriminellen ein letztes großes Verbrechen zu begehen: Den Überfall auf eine Bank. Dabei geht vieles schief.

## Rezeption
Der Filmdienst meint, American Heist sei ein „solide[r] Thriller“, der „fast völlig auf die genretypische Action“ verzichte und „sich auf die explosive Bruder-Tragödie“ konzentriere. Weiter heißt es, den Hauptdarstellern gelinge „dabei eindrückliche Impressionen zweier Verlierer-Persönlichkeiten, in deren Verfall in die Kriminalität sich auch das Scheitern US-amerikanischer Erfolgsverheißungen“ spiegele.